# Johann Ernst Theodor Janke
Johann Ernst Theodor Janke (* 30. Oktober 1781 in Bärwalde; † 12. Juni 1841 in Colberg) war ein deutscher Theologe, Beamter und Autor.

## Leben
Johann Ernst Theodor Janke war der Sohn eines Gutsbesitzers in Pommern. Er besuchte Gymnasien in Neustettin und Stettin und die Universität in Halle, wo er Theologie studierte. Anschließend war er als Hauslehrer tätig, worauf er als Konrektor der lutherischen Schule nach Warschau ging. 1807 ging er nach Königsberg, wo er nach Zwischentätigkeiten in das Kollegium der Kathedralschule aufgenommen wurde. 1811 gründete er zusammen mit anderen die Königin-Luise-Stiftung und lehrte dort zwei Jahre lang unentgeltlich.
Um 1811 war er Mitglied des Deutschen Bundes, einer revolutionären Geheimorganisation um den „Turnvater“ Friedrich Ludwig Jahn.
1809 wurde er Lehrer in der Fürstenfamilie Radziwiłł. Dort lernte ihn Karl August von Hardenberg kennen und schätzen. 1812 wurde er zum Hofrat in dessen Staatskanzlei berufen und füllte zu Hardenbergs Zufriedenheit mehrere diplomatische Aufträge aus. Im Zuge seiner Verbeamtung bekannte er seine Mitgliedschaft im Deutschen Bund und lieferte den Behörden Informationen zu dessen Zielen und Organisation. Allerdings wurden entgegen seiner Empfehlung nicht alle Dokumente des Bundes beschlagnahmt, was ihm später zum Verhängnis werden sollte. Sein Verrat am Deutschen Bund machte ihn zum Ziel liberaler Kreise. So wurde beim Wartburgfest von 1817 seine Denkschrift Der neuen Freyheitsprediger Constitutionsgeschrey symbolisch verbrannt.
In den Befreiungskriegen meldete er sich als Freiwilliger und stieg zum Offizier auf. Er wurde so Adjutant von General Friedrich Erhard von Röder und in dessen Auftrag ebenfalls Adjutant bei General Michail Andrejewitsch Miloradowitsch. Nach dem Krieg heiratete er und bildete sich für eine höhere Laufbahn im Beamtendienst weiter. Daraufhin ging er als Regierungsassessor der preußischen Regierung nach Potsdam. Der Minister seiner Behörde, Friedrich von Schuckmann, misstraute ihm jedoch stets.
1819 wurde er informiert, dass seine Schrift über die Interna des Deutschen Bundes und andere Dokumente entwendet worden seien. Minister Wilhelm zu Sayn-Wittgenstein-Hohenstein bat ihn, für interne Zwecke erneut seine Kenntnisse des Bundes niederzuschreiben. Dem kam Janke nach, musste aber feststellen, dass ihm dies wenig später als Denunziation vorgeworfen wurde. Er wurde in Befragungen unter Druck gesetzt und sollte seine Behauptungen belegen, was ihm unmöglich war, da kaum Dokumente des Bundes vorlagen. Das Problem schwelte jahrelang, und auch wenn es zwischenzeitlich nach einer Rehabilitierung aussah, wurde er schließlich auf eine unliebsame Stelle nach Cöslin versetzt. Trotz Anerkennung für seine dortige Arbeit wurde er – wohl aufgrund der Denunziationsvorwürfe – frühpensioniert, wogegen Janke sich erfolglos zu wehren versuchte.
Als Pensionär versuchte er sich erfolglos aus Schriftsteller und Zeitungsredakteur. Später verlor einen großen Teil seines Vermögens und wurde schließlich geisteskrank. Seine letzten Jahre verbrachte er in einer Heilanstalt in Leopoldsfried bei Colberg, wo er schließlich verstarb.

## Werke (Auswahl)
- Preußen im J. 1807 und jetzt
- Erinnerungen an den Frhrn. v. Stein